# Сатир трагопан
Сатир трагопан (Tragopan satyra) е вид птица от семейство Phasianidae. Видът е почти застрашен от изчезване.

## Разпространение и местообитание
Разпространен е в Бутан, Индия, Китай и Непал.